# Неверов, Сергей Иванович
Сергей Иванович Неве́ров (род. 21 декабря 1961, Таштагол, Кемеровская область, РСФСР, СССР) — российский государственный и политический деятель.
Заместитель председателя Государственной думы Федерального собрания Российской Федерации VIII созыва от партии «Единая Россия» (12 октября 2021 — 23 июля 2024). Руководитель фракции «Единая Россия» в Государственной думе Федерального собрания Российской Федерации (9 октября 2017 — 7 октября 2021). Член Бюро Высшего совета партии «Единая Россия». Заместитель председателя Государственной думы Федерального Собрания Российской Федерации VI, VII и VIII созыва с 21 декабря 2011 по 13 февраля 2020. Секретарь Генерального совета партии «Единая Россия» (15 сентября 2011 — 12 октября 2017).
Депутат Государственной думы Российской Федерации III (1999—2003), IV (2003—2007), V (2007—2011), VI (2011—2016) и VII (2016—2021) созывов. До 1991 года состоял в КПСС.
Из-за аннексии Крыма и вторжения России на Украину находится под международными санкциями Евросоюза, США, Великобритании и ряда других стран.

## Биография

### Детство и юность
Родился 21 декабря 1961 года в городе Таштаголе Кемеровской области в семье шахтёра и работницы обогатительной фабрики. На формирование личности Сергея, на его отношение к коммунистической идеологии оказал влияние трагический факт семейной истории. По свидетельству Неверова, его дед по матери был расстрелян в 1937 году, став жертвой политических репрессий сталинского режима.
С 15 лет начал профессионально заниматься санным спортом.

### Учёба и работа
Имеет два высших образования. В 1981 году окончил Таштагольский горно-металлургический техникум по специальности «горный электромеханик».
В 1981 году был призван в Вооружённые силы СССР, в Новосибирск. Уволен в запас в 1983 году. Сразу переехал в Новокузнецк, начал работу подземным электрослесарем шахты «Есаульская». Одновременно поступил на вечернее отделение Сибирского металлургического института имени С. Орджоникидзе (специальность — «подземная разработка горных месторождений», квалификация — «горный инженер»). Успешно совмещал работу и учёбу.
В 2000 году окончил Академию труда и социальных отношений, получив диплом по специальности «юрист».

### Общественная деятельность в Кузбассе
В 1989 году, когда начались массовые шахтёрские забастовки в Междуреченске, Неверов получил диплом, продолжал работать на шахте «Есаульская». В тот период принимал активное участие в шахтёрских выступлениях в Кузбассе. Становится руководителем движения по результатам выборов.
В 1991 году с группой единомышленников участвовал в акционировании шахты, Неверов занимался вопросами защиты труда, коллективным договором. Произошло объединение десяти территориальных профсоюзных комитетов в одну структуру, в 1998—1999 годах. Неверов возглавил её на общественных началах, был заместителем председателя президиума угольных профсоюзов Кузбасса, заместителем председателя Российского независимого профсоюза работников угольной промышленности.

## Политическая деятельность
19 декабря 1999 года Неверов при поддержке губернатора Кузбасса Амана Тулеева был избран депутатом Государственной думы третьего созыва по Новокузнецкому одномандатному округу, набрав 31 %, опередив комунистку Нину Останину 30 %. в Кемеровской области. Его кандидатуру выдвинули шахтёрские профсоюзы. С января 2000 года Неверов входил в группу «Народный депутат». В том же году занял должность заместителя председателя комитета Госдумы по труду, социальной политике и делам ветеранов (с 15 марта 2000 — комитет по труду и социальной политике).
В 2000 году вошёл в состав межфракционной депутатской группы по взаимодействию с рабочими и профсоюзным движением «Солидарность», а также стал членом межфракционного объединения депутатов Госдумы «Сибирское соглашение», которое способствовало экономическому и социальному развитию Сибири. Неверов в своих общественных приёмных привлекал для работы пенсионеров и студентов, которые в свою очередь осуществляли юридическую поддержку населения.
В 2001 кандидат в Губернаторы Кемеровской области — набрал 0,71 %. Переизбран Аман Тулеев 94 %.
В сентябре 2003 года Неверов перешёл из фракции «Народный депутат» во фракцию «Отечество — Единая Россия», которую возглавлял Вячеслав Володин.
В декабре 2003 года Неверов при поддержке «Единой России» и губернатора Кузбасса А. Тулеева был избран в Государственную думу четвёртого созыва по Новокузнецкому одномандатному округу в Кемеровской области. В парламенте занял должность первого заместителя председателя комитета по труду и социальной политике.
2 августа 2004 года вступил в партию «Единая Россия».
В 2005 году поручил комитету Госдумы по культуре «проверить информацию о постановке на новой сцене Большого театра оперы на либретто писателя Владимира Сорокина», заявив, что «нельзя допустить, чтобы пошлые пьесы Сорокина ставились на сцене, признанной достоянием российской культуры, чтобы эту порнографию показывали, а потом обсуждала вся страна».
В 2007 году, был назначен врио руководителя, в 2008 году руководителем Межрегионального координационного совета «Единой России» по Сибирскому федеральному округу, где его заместителем была Татьяна Воронова (в 2015—2016 годах начальник Управления внутренней политики АП РФ, с 2017 года — руководитель Аппарата ГД ФС РФ). В этом качестве курировал несколько сложных избирательных кампаний, занимался разрешением внутриэлитных конфликтов на территории СФО, в частности в республике Тыва.
В декабре 2007 года Неверов избран депутатом Госдумы пятого созыва по списку «Единой России» от Алтайского края (в котором он никогда до того не проживал и не работал) и вошёл в состав комитета Государственной думы по образованию.
В 2009 году был одним из инициаторов изменений в Трудовой кодекс РФ, которыми в ТК РФ была введена глава, посвящённая регулированию вопросов, связанных с особенностями трудовой деятельности работников, занятых на подземных работах. Был инициатором принятого Закона «О социальных гарантиях гражданам, подвергшимся радиационному воздействию вследствие ядерных испытаний на Семипалатинском полигоне». Участвовал в законотворчестве по вопросам, связанным с социальной защитой работников организаций угольной промышленности.
В 2010 — первый заместитель Секретаря Президиума Генерального совета Партии по вопросам региональной политики и партийного строительства.
С 21 октября 2010 года, после перехода Вячеслава Володина в Аппарат правительства, Неверов был назначен врио секретаря Президиума Генерального Совета Партии.
15 сентября 2011 года по предложению лидера партии Владимира Путина утверждён секретарём президиума генсовета партии «Единая Россия».
В мае 2012 года на XIII Съезде «Единой России» в Устав партии были внесены изменения, согласно которым вместо должности секретаря президиума генсовета была введена выборная должность секретаря Генсовета. 26 мая 2012 года на Съезде «Единой России» Неверов был избран секретарем Генсовета Партии.
В 2013 году вошёл в число учредителей «Общероссийского народного фронта» от «Единой России».
Руководитель избирательного штаба «Единой России» на выборах в Госдуму шестого созыва.
Утверждён 2-м номером в избирательном списке «Единой России» от Алтайского края. По итогам выборов 4 декабря 2011 года алтайская группа «единороссов» набрала 37,1 % голосов, что на 12 % ниже среднероссийского результата партии. Согласно этим результатам, Неверов избран в Госдуму России шестого созыва.
17 декабря 2011 — выдвинут партией «Единая Россия» на пост вице-спикера Госдумы России.
21 декабря 2011 — в день своего 50-летнего юбилея избран вице-спикером Госдумы России.
В Единый день голосования 18 сентября 2017 года избран депутатом Государственной думы VII созыва по Смоленскому одномандатному округу (№ 175), набрал 48,21 % , ближайший соперник кандидат от КПРФ Митрофаненков набрал 25,8 %.
В октябре 2017 года выдвинут премьер-министром Дмитрием Медведевым на должность руководителя фракции «Единая Россия» в Государственной думе VII созыва.
В апреле 2018 года, после пожара в торговом центре «Зимняя вишня», Неверов высказался против выдвижения бывшего губернатора Кемеровской области Амана Тулеева на пост спикера регионального парламента: «Я считаю, это неправильно, и, думаю, люди просто не поймут такого решения». Тулеев внял предостережению Неверова и ушёл на пенсию.
19 апреля 2018 года Неверов возглавил совет руководителей фракций «Единой России».
22 июля 2024 года в Государственную думу внесли проект об освобождении Неверова от должности вице-спикера Госдумы. 23 июля Госдума проголосовала за освобождение Неверова.

## Законотворческая деятельность
С 1999 по 2019 год, в течение исполнения полномочий депутата Государственной Думы III, IV, V, VI и VII созывов, выступил соавтором 124 законодательных инициатив и поправок к проектам федеральных законов.

## «Единая Россия» в период руководства С. Неверова
С 2010 по 2011 годы «Единая Россия» провела серию межрегиональных конференций региональных отделений по федеральным округам, на которых были приняты стратегии социально-экономического развития федеральных округов до 2020 года и программы реализации стратегии на 2011—2012 годы. Некоторые программы развития легли в основу проектов «Единая Россия», например, таких как партийный проект «Урал промышленный — Урал полярный», «500 бассейнов» и другие.
В мае 2012 года на XIII Съезде «Единой России» в структуру партии были внесены изменения, согласно которым вместо должности секретаря президиума генсовета была введена выборная должность секретаря Генсовета. 26 мая 2012 года на Съезде «Единой России» Неверов был избран секретарём Генсовета Партии.
В декабре 2013 года в «Новой газете» вышла программная статья Неверова "Пять мифов о «Единой России», в которой он постарался опровергнуть слухи активно распространяемые политическими оппонентами партии. В статье Неверов объясняет, что Партия не теряет численность, что большая часть руководителей муниципалитетов и муниципального депутатского корпуса являются членами «Единой России», что популярность Партии среди людей, желающих пойти в политику, только растёт. Также Неверов признаёт в статье, что выборы в Государственную думу ФС РФ 2011 года стали для партии точкой отсчёта. Он отмечает, что работа проделанная за прошедшие два года уже принесла свои плоды и результаты Партии в Единый день голосования 2013 года значительно лучше результатов 2011 года. В частности, «вернула» такие города, как Смоленск, Рязань (2011 — 28,7 %, 2013 — 51,40 %), Иркутск, Архангельск (2011 — 27,3 %, 2013 — 37,85 %), Волгоград (2011 — 32,19 % , 2013 — 37,54 %), сильно укрепила позиции в Ярославской (2011 — 29,04 %, 2013 — 42,25 %), Владимирской (2011 — 37,55, 2013 — 44,33 %), Ивановской (2011 — 40,12 %, 2013 — 55,77 %), Архангельской (2011 — 31,9 %, 2013 — 40,69 %), Смоленской областях (в 2011 — 36,9, в 2013 — 41,01 %).
12 ноября 2015 года в Москве состоялся Всероссийский форум секретарей первичных отделений, собравший более 3000 участников. Это было первое подобное мероприятие партий такого масштаба. Основной темой форума стало проведение Предварительного внутрипартийного голосования по определению кандидатур для выдвижения от «Единой России» на выборах депутатов Госдумы ФС РФ 7 созыва.
Итогом форумов становились поручения Председателя Правительства членам кабинета министров. Многие предложения, собранные в ходе указанных мероприятий, вошли в программу «Единой России» на выборах ГД ФС РФ 7 созыва в 2016 году.
В 2017 году был изменён подход к финансированию региональных отделений партии, в целях повышения их самостоятельности. Партия впервые прибегла не к точечным финансовым вливаниям, а к системному увеличению финансирования региональных отделений из федерального партийного бюджета. Деньги получили все регионы, где проходят выборы губернаторов, парламентов, горсоветов в административных центрах. В среднем партия направила по 10-20 млн руб. на счета региональных отделений. В целом партия направила в регионы около 600 млн руб.
К выборам ГД ФС РФ 7 созыва, был кардинально пересмотрен подход к выдвижению кандидатов от «Единой России». По итогам семинаров-совещаний с региональными отделениями было разработано и принято положение по предварительному голосованию для отбора кандидатов на выборы в Государственную думу в 2016 году. Было обозначено, что участие в праймериз и учёт их результатов является обязательным, кандидаты обязывались участвовать в дебатах. Помимо этого, в положение о проведении предварительного голосования по кандидатурам для последующего выдвижения от Партии «Единая Россия» кандидатов в депутаты Государственной думы ФС РФ 7 созыва были внесены изменения, в частности, запрещавшие участие лиц имеющих (имевших) судимость, в том числе снятую и (или) погашенную.
По итогам выборов 18 сентября по федеральному списку партия получила 54,2 % (против 49,32 % в 2011) и победив в 203 одномандатных округах из 225.

## Семья
Жена — Ольга Викторовна Неверова (род. 1962), дочь Ангелина (род. 1998),сын Глеб (род. 2003),дочь Валерия(род.2014)
19 декабря 2012 года Первый канал сообщил, что в семье Неверова есть приёмный ребёнок.
До начала политической карьеры проживал в городе Новокузнецке Кемеровской области, затем обосновался в Москве.

## Критика
В сентябре 2013 года агентство РБК сообщило о публикации в блоге Алексея Навального информации о том, что Неверов через подставных лиц владеет несколькими участками. Примерная стоимость консолидированного участка, состоящего из пяти участков, по данным Навального, составила 90 млн рублей (без учёта построек), тогда как официально задекларированный доход Неверова в год в среднем составляет 2 млн рублей. Комментируя эти сведения, Неверов пояснил, что в приобретение консолидированного участка в Подмосковье, где его большая семья решила жить вместе с родителями, вложены, помимо его личных средств, деньги супруги от продажи квартиры в Новокузнецке, а также накопления тёщи. По разъяснению Неверова, «указанные участки покупались у товарища и в длительную рассрочку». В ноябре 2013 года журнал Forbes, Русская служба BBC и ряд других СМИ сообщили о публикации в блоге Навального результатов расследования Фонда борьбы с коррупцией, согласно которым Неверов имеет земельный участок в деревне Лешково Истринского района Московской области.
2 декабря 2013 года Неверов в эфире радиостанции Эхо Москвы заявил, что, публикация Навального есть не что иное, как заказанное расследование, а заказчиком является экс-министр финансов Алексей Кудрин.
4 декабря 2013 года думская комиссия по контролю за доходами депутатов не нашла оснований для проверки достоверности декларации о доходах Неверова в связи с «отсутствием нарушения закона».
14 февраля 2014 года активисты Фонда борьбы с коррупцией опубликовали выписку из Росреестра, из которой следует, что в 2009 году жена Неверова Ольга купила в Москве квартиру площадью 100 м² и, по сообщениям активистов Фонда борьбы с коррупцией, стоимостью около 27 млн рублей.
2 апреля 2014 года Неверов заявил, что подаёт в суд иск о защите чести и достоинства. В суде Неверов утверждал, что не задекларировал имущество, так как оно было приобретено незадолго до публикации Навального и представил справку о своих доходах и всей собственности. 24 апреля Люблинский суд Москвы удовлетворил иск Неверова к Навальному, сведения, которые Навальный опубликовал 27 ноября 2013 года, признаны несоответствующими действительности. Мосгорсуд подтвердил решение Люблинского суда, оно вступило в законную силу.

## Санкции
29 апреля 2014 года попал в санкционный список стран Евросоюза как «ответственный за инициирование законодательства по интеграции аннексированной Автономной „Республики Крым“ в состав Российской Федерации».
7 сентября 2022 года, на фоне вторжения России на Украину, попал в санкционный список Украины за «политическую и экономическую поддержку незаконным попыткам России аннексировать суверенную украинскую территорию путём проведения фиктивных референдумов».
30 сентября 2022 года был внесён в санкционный список США в ответ на «фиктивные референдумы» и «аннексию территорий Украины российскими оккупационными силами». Государственный департамент отмечает что депутаты единогласно приняли закон о фейках, а некоторые депутаты сыграли ключевую роль в распространении российской дезинформации о войне.
По аналогичным основаниям находится в санкционных списках Великобритании, Канады, Швейцарии, Австралии, Японии и Новой Зеландии

## Увлечения
Увлекается горнолыжным спортом, хоккеем, большим теннисом. Ещё одно увлечение — горы. Поднимался почти на уровень 7 000 метров в Андах. Есть покорённые шеститысячники в Гималаях. В 2006 году вместе с кузбасскими альпинистами взошёл на вершину Килиманджаро и водрузил на ней флаг Кузбасса и кусок кузбасского угля из юбилейной тонны, добытой на шахте «Абашевская».

## Коронавирус
16 июня 2021 года Неверов в своем фейсбуке сообщил, что заразился: Сдавал кровь на антитела и заметил тенденцию, что показатели падают. Планировал сделать ещё одну прививку. Но, кажется, не успел, новая волна зацепила и меня: коронавирус.
В октябре прошлого года политик уходил на самоизоляцию из-за заразившихся членов семьи.

## Награды
Заслуженный шахтёр Кузбасса, награждён орденом Почёта, орденом Дружбы, орденом Александра Невского, орденом «За заслуги перед Отечеством» IV степени, медалью ордена «За заслуги перед Отечеством» I и II степени, медалью Столыпина П. А. II степени, Почётной грамотой Президента Российской Федерации и знаком «Шахтёрская слава» I, II и III степени.
- Орден преподобного Сергия Радонежского II степени (24 июля 2022) — во внимание к помощи в восстановлении Благовещенского собора г. Гагарина Смоленской области[64].
- Орден преподобного Серафима Саровского III степени (29 августа 2015) — во внимание к помощи в строительстве Свято-Владимирского монастыря на истоке реки Днепр.
- Патриарший знак великомученицы Варвары II степени (17 декабря 2022) — во внимание к трудам на благо Церкви и Отечества.
- Медаль «За освобождение Крыма и Севастополя» (17 марта 2014) — за личный вклад в дело по возвращению Крыма в Россию[65].
- Медаль «В ознаменование 10-летия возвращения Севастополя в Россию» (10 июня 2024) — за личный вклад в возвращение города Севастополя в Россию
- Почётная грамота правительства Российской Федерации (20 июля 2019) — за большой вклад в развитие российского парламентаризма и активную законотворческую деятельность[66]
- Благодарность Правительства Российской Федерации (16 декабря 2019) — за большой вклад в развитие российского парламентаризма и активную законотворческую деятельность[67]